# Mormonisme et caractère sectaire
Le caractère potentiellement sectaire de l'Église de Jésus-Christ des saints des derniers jours est sujet à controverses. Pour certains organismes de lutte contre les sectes (UNADFI en France, Redune en Espagne), l'Église de Jésus-Christ des saints des derniers jours est un mouvement sectaire. Pour la Mission interministérielle de lutte contre les sectes (MILS) et la Miviludes, en revanche, celle-ci ne devrait pas être qualifiée de secte. L'Église n'est pas non plus reprise comme secte dans le rapport parlementaire français sur les sectes, ni par Jean Vernette, secrétaire national de l'épiscopat français pour l'étude des sectes et nouveaux mouvements religieux pour l'Église catholique de France, ni par Odon Vallet, spécialiste français des religions, ni par Georges Fenech, député, ex-président de la Miviludes.

## Définition d'une secte
Une secte était à l'origine un ensemble de personnes qui se sont détachées de l'enseignement officiel d'une Église pour créer leur propre doctrine philosophique, religieuse, etc.
Il est devenu un terme polémique, qui désigne un groupe ou une organisation le plus souvent à connotation religieuse dont les croyances ou le comportement sont jugés obscurs ou malveillants par le reste de la société. Généralement les responsables de ces groupes sont accusés d'une part de brimer les libertés individuelles au sein du groupe ou de manipuler mentalement leurs disciples afin de s'approprier leurs biens, de les maintenir sous contrôle, etc. et d'autre part d'être une menace pour l'ordre social.
Pour dénoncer des activités éventuellement néfastes de certains groupes, l'expression dérive sectaire est devenue récemment la formule officielle de certaines structures gouvernementales comme la Miviludes.
Le terme de secte, ayant pris une connotation négative, est récusé par la plupart des groupes visés. Certains juristes et sociologues le jugent discriminatoire et inutilisable tant que le dysfonctionnement du groupe n'a pas été prouvé, c'est-à-dire tant qu'un drame n'est pas survenu et considèrent qu'il ne peut pas être utilisé de façon préventive.

## France

### Point de vue des organismes de lutte contre les sectes
L'UNADFI dénonce le mouvement comme secte en raison du rôle de la femme qu'elle juge subalterne et de l'enseignement religieux des enfants qu'elle qualifie d'endoctrinement. Le CCMM ne considère pas ce mouvement comme dangereux. La Mission interministérielle de lutte contre les sectes (MILS) a estimé que l'Église est « un groupe religieux qui ne pose pas de problèmes en France » et Miviludes déclare que les mormons ne constituent pas une secte.

#### UNADFI et ADFI
Dans son périodique Bulles, l'UNADFI certifie être « régulièrement contactée par des familles ou des personnes confrontées à des situations conflictuelles et douloureuses du fait de l'appartenance d'un de leurs proches à ce mouvement », les reproches concernant les méthodes d'évangélisation, le détachement progressif du fidèle de son entourage, la place accordée aux femmes, le manque de liberté de pensée et l'enseignement des enfants que l'association considère comme un endoctrinement, et a publié en deux parties le témoignage critique d'une ex-membre,. Par ailleurs, sur son site, l'association relaie les actualités liées aux mormons, une catégorie ayant été prévue pour répertorier les articles se rapportant à ce mouvement. Catherine Picard, présidente de l'association, a déclaré au sujet de l'Église mormone : « Il s'agit d'un mouvement à déviance sectaire. C'est une communauté qui vit en vase clos, où la place de la femme est réduite à néant. L'enseignement religieux pour les enfants est tellement important qu'ils n'ont pas de temps à consacrer à autre chose. C'est un fonctionnement très limite ».
Certains représentants des antennes locales de l'UNADFI se sont exprimées sur les mormons, donnant parfois des avis différents :
- ADFI du Nord-Pas-de-Calais : Lors des travaux de la commission parlementaire de 2006 sur l'influence des sectes sur les mineurs, Charline Delporte, alors présidente de cette ADFI, a déclaré : « Je connais les mormons. L'ADFI a reçu des familles qui y avaient adhéré et se livraient à des agissements sectaires », ajoutant : « Une famille m'a annoncé qu'elle s'était retrouvée chez les mormons : ils avaient appâté le gamin avec des cours d'anglais gratuits et, peu à peu, on leur a proposé d'aller voir le culte et ils s'étaient laissés séduire »[9]. René Delporte estime que les cours d'anglais proposés par l'Église constitue une « technique de recrutement déguisé de nouveaux adeptes »[Note 1], et juge que « le risque est grand que la généalogie[Note 2] ne devienne un instrument majeur de prosélytisme des mormons ». Quant à Robert Limb, spécialiste des groupements « pseudo-protestants », il estime qu'il « est peu utile de vouloir classer cette Église dans les sectes ou les non-sectes » et que sa doctrine contient des « aberrations »[10].
- ADFI de Touraine : Marie-Françoise Bardet, sa présidente, explique pour sa part que chez les mormons, « le contrôle social est important, il y a beaucoup de suspicion mutuelle parmi les membres de l'Église, qui sont un peu en rupture avec l'extérieur »[11].
- ADFI des Yvelines : Marie Drilhon, sa présidente et par ailleurs vice-présidente de l'UNADFI, souligne plusieurs problèmes en rapport avec l'Église mormone, notamment l'« atteinte à la liberté de penser », le « contrôle de la vie privée de ses membres », la difficulté à se poser des questions et à quitter le mouvement sans être culpabilisé[12], le prosélytisme, le baptême des morts[13], les « exigences financières très importantes » dont la dîme — son acquittement étant indispensable pour accéder au temple[14], et les « séquelles psychologiques » qu'elle génère chez les ex-membres[15].
- ADFI de Midi-Pyrénées : Gérard Fodor, son président, affirme : « Toutes les ADFI de France ne sont pas d'accord sur le sujet. Tout dépend des dossiers auxquelles elles sont confrontées. En Midi-Pyrénées, ils ne nous préoccupent pas et nous ne les considérons pas comme un mouvement sectaire »[16].
- ADFI de l'Hérault : Hervé Flachaire explique : « Dans leur fonctionnement et dans leur manière de vivre leur foi, je les assimilerais à certains protestants. Je ne crois pas que les mormons coupent leurs adhérents du reste du monde. En tous cas, dans la région, ils n’ont jamais fait parler d'eux »[17].

#### CCMM
À propos de cette Église, le Centre contre les manipulations mentales (CCMM) relève son « prosélytisme missionnaire constant », son mode de vie « rigoriste, très familial, peu ouvert aux non-mormons » et sa « considérable puissance médiatique, politique, universitaire, industrielle ». Cependant le CCMM considère que « débarrassée de principes inacceptables comme la polygamie, cette confession a évolué peu à peu en cult », c'est-à-dire en mouvement qui, « se débarrassant des aspects contestables de son idéologie et de ses pratiques, se transforme peu à peu en une confession socialement acceptable (dénommée alors religion) ».

#### MILS et Miviludes
En l'absence de plaintes de fidèles, la Mission interministérielle de lutte contre les sectes (MILS) a estimé en 2000 que l'Église est « un groupe religieux qui ne pose pas de problèmes en France ». Elle a en outre estimé, dans son rapport de 2001, « que (…), compte tenu de la définition du caractère sectaire d'une association par l'examen exclusif de son comportement au regard des droits de l'Homme et de l'ordre public (rapport au Premier ministre, décembre 1999), (…) l'Église de Jésus-Christ des [Saints des] Derniers Jours ne devrai[t] pas être considéré[e] comme secte ».
À l'occasion de l'acquisition d'un terrain à Villepreux, comme la population s'était émue de ce projet, Jean-Michel Roulet, le président de la Miviludes, a fait une mise au point sur France 2, en déclarant que les mormons ne constituent pas une secte (il a parlé notamment de l'absence de pressions en cas de volonté de quitter l'Église).
Dans son rapport de 2006, la Miviludes fait cependant état de sa préoccupation vis-à-vis de la société Calvin Thomas, spécialisée dans l'organisation de séjours linguistiques à l'étranger, « en raison de placement des enfants dans des familles d'obédience mormone. Le dossier de cette société, non agréée jeunesse et éducation populaire et non inscrite au registre du tourisme, fait l'objet d'une enquête ».

### Rapports parlementaires
L'Église de Jésus-Christ des saints des derniers jours est étudiée dans le rapport parlementaire de 1995, mais ne figure pas dans la liste des sectes établie par ce rapport où elle est citée parmi les mouvements spirituels dont le « rôle peut même être, parfois, considéré comme très positif ».
Le rapport parlementaire suivant, celui de 1999, relatif à la situation financière des mouvements supposés sectaires, ne mentionne pas du tout l'Église de Jésus-Christ des saints des derniers jours.
Dans une question publiée au Journal Officiel en date du 9 octobre 2007, à la page 6 074, le député Éric Raoult (Union pour un Mouvement Populaire - Seine-Saint-Denis) a qualifié de « dérives sectaires » certaines des doctrines de l'Église de Jésus-Christ des saints des derniers jours, en particulier celle ayant trait aux différences raciales qu'il a assimilées à du racisme, et s'est plaint de la possibilité qu'a le mouvement religieux d'utiliser les registres civils et paroissiaux. Il a qualifié l'Église de « pseudo-mouvement religieux », a affirmé que celui-ci est « parfois contesté dans les pays où il est présent et actif ». Néanmoins, ce point de vue ne reflète pas celui de l'ensemble de l'Assemblée Nationale, mais uniquement celui de ce député.
En 2009, l'Église de Jésus-Christ des saints des derniers jours est devenue Association cultuelle, loi 1905 (JO du 4 juillet 2009).

### Autres points de vue
- Selon Jean Vernette, spécialiste des sectes pour l'Église catholique de France :

« Le terme de secte ne peut leur être appliqué. Les mormons ne sont pas violents ; ils n'exercent pas de pressions sur leurs membres, comme le font habituellement les sectes. Leur doctrine diffère de l'enseignement catholique. Ainsi, pour les mormons, Dieu le Père, Jésus-Christ et le Saint-Esprit sont trois entités différentes. Pour eux, la faute originelle n'existe pas. C'est pourquoi ils ne participent pas au dialogue œcuménique. »
- Selon Odon Vallet, spécialiste français des religions, les mormons ne sont pas une secte[26].

- Selon Georges Fenech, député, ex-président de la Miviludes :

« En France, le mormonisme n’est plus une secte depuis longtemps. Ils ne pratiquent plus la polygamie depuis le XIXe siècle. »

## Belgique
L'Église de Jésus-Christ des saints des derniers jours ne fait pas partie des religions reconnues par la loi en Belgique. Elle est constituée comme association sans but lucratif.

### Point de vue des organismes de lutte contre les sectes

#### CIAOSN
Le Centre d’information et d’avis sur les organisations sectaires nuisibles (CIAOSN), dans son rapport de 2001-2002, relève différents points problématiques ou controversés liés au mouvement,:
1. le rapport aux sciences qui est « difficile en raison d’une lecture fondamentaliste des textes (refus de la critique historique) »
2. le rôle de la femme qui « idéalement  élève et éduque ses enfants, soumise à son mari ».
3. le fait que les mormons ne prennent pas part au dialogue œcuménique, « se considérant comme la seule vraie Église chrétienne »
4. le fait que quitter l’Église « est toujours possible, mais au risque d’être coupé de sa famille, ses amis »

Il affirme toutefois que les accusations de racisme sont non fondées et que la polygamie n'y est plus admise. De plus, il indique que, « dans les circonstances actuelles, en Belgique, l’Église de Jésus-Christ des saints des derniers jours ne présente pas de risque particulier eu égard à l’article 2 de la loi du 2 juin 1998 » et précise que « les rapports officiels des commissions d’enquête sur les sectes en Belgique, France, Suisse, Allemagne, Canada, ne contiennent pas d’éléments négatifs à charge de l’Église de Jésus-Christ des saints des derniers jours ».
Dans son rapport de 2003-2004, le CIAOSN affirme que « les Mormons (…) ne  donnent pas lieu, loin de là, à des demandes agressives et hostiles [au Centre] » (il y a eu durant ces deux années 23 demandes à leur sujet, soit 1,6 %).
En octobre 2000, l’Office des Étrangers a adressé une demande au CIAOSN à propos de l'Église de Jésus-Christ des saints des derniers jours, souhaitant connaître la dangerosité éventuelle de celle-ci et si les missionnaires devaient obtenir un permis de travail pour venir en Belgique. Dans son avis du 31 mai 2001, le CIAOSN a pointé plusieurs éléments négatifs de ce mouvement comme « les affirmations que l’on peut qualifier de racistes » dans les textes fondateurs (mais précise que « la pratique montre que ces propos ne sont plus en usage »), « l'attitude vis-à-vis de la femme [qui] ne s'inscrit pas dans la tendance européenne et internationale en matière d'égalité entre hommes et femmes » et la « lecture fondamentaliste des écrits fondateurs, n'admettant pas une critique historique des sources ». Cependant, étant donné l’absence de condamnations judiciaires et d’éléments négatifs dans le rapport parlementaire d’enquête sur les sectes, le CIAOSN considère que « l'Église de Jésus-Christ des saints des derniers jours ne présente pas de risque particulier » eu égard à la loi sur les organisations sectaires nuisibles.

### Rapports parlementaires
Le rapport parlementaire belge datant de 1997 étudie les dangers sectaires associés aux mouvements religieux minoritaires afin de dégager diverses recommandations (qui aboutiront à la création du  CIAOSN). Dans le rapport, certains mouvements sont examinés en profondeur (comme l’Ordre du Temple solaire et Écoovie, l'une des sectes fondées par Pierre Maltais), tandis que d'autres sont abordés plus sommairement. Le cas de l'Église de Jésus-Christ des saints des derniers jours n'est pas traité de manière spécifique : elle est simplement mentionnée dans le tableau synoptique des 189 mouvements étudiés en vue du rapport parlementaire.

## Suisse

### Point de vue des organismes de lutte contre les sectes

#### Centre intercantonal d'information sur les croyances
François Bellanger, le président de l'organisme suisse nommé Centre intercantonal d'information sur les croyances, a déclaré : « Nous n'avons jamais eu écho de dérives sectaires concernant les mormons. Autrement dit, d'actes contraires à la loi commis au nom ou sous couvert de leur religion ».

#### InfoSekta
L'assistance téléphonique suisse InfoSekta, dont le siège est à Zurich, surveille un certain nombre de groupes qu'elle juge potentiellement sectaires, dont l'Église de Jésus Christ des saints des derniers jours. Dans un avis détaillé sur celle-ci et publié en ligne, il est précisé que  « lors de l'évaluation des groupes, InfoSekta fonde ses valeurs sur le développement personnel, l'autodétermination, la pensée critique, la liberté d'expression, l'égalité des sexes et la responsabilité sociale. Dans ce contexte, l'Église mormone doit être qualifiée de groupe problématique ».

### Rapports parlementaires
En 1999, un rapport de la Commission de gestion du Conseil national étudie la problématique sectaire mais n’examine aucun mouvement religieux.

## Espagne
En 2003, le gouvernement de José María Aznar a reconnu une certaine légitimité à l’Église de Jésus-Christ des saints des derniers jours en lui accordant le statut de religion d’« enracinement notoire », ce qui lui offre des avantages fiscaux, la possibilité de mandater des professeurs de religion dans les écoles et des aumôniers dans les hôpitaux et prisons. L’Église est cependant considérée comme un mouvement sectaire par certaines associations.

### Point de vue des organismes de lutte contre les sectes

#### Redune
La Redune (association pour la prévention de la manipulation sectaire) fait mention de l'Église de Jésus-Christ des saints des derniers jours dans la liste des groupes sectaires et de manipulation psychologique opérant en Espagne.
L'association dénonce la tactique de recrutement employée par l'Église de Jésus-Christ des saints des derniers jours au travers de l’organisation de cours d’anglais gratuits : « dans ces classes, d’autres sujets sont abordés, des textes déterminés sont distribués afin d’intéresser les élèves à leurs croyances et [les organisateurs] affirment que l’argent ne les intéresse pas car ils croient en quelque chose de mieux. Ils proposent de partir étudier l’anglais en allant vivre chez des familles aux États-Unis qui se révèleront être de la religion mormone. Cette aide est présentée comme généreuse et altruiste. Comme la loi interdit de faire du prosélytisme auprès des mineurs, il est spécifié dans l’information publiée que ces cours sont uniquement pour des adultes de 18 ans et plus, mais rien n’indique qui les organise ». L’association considère aussi que l’Église de Jésus-Christ des saints des derniers jours « déforme la réalité et l’adapte à sa mission » en « assurant que les États-Unis sont la terre promise et en interprétant le passé selon l’idée que Jésus s’en est allé prêcher les anciens habitants d’Amérique ».

#### AIS
Dans un document de l’AIS (Atención Investigación Sectas Socioadicciones), la psychologue Margarita Barranco cite l’Église de Jésus-Christ des saints des derniers jours au rang des groupes totalitaires et dénonce également la tactique de recrutement via les cours d’anglais gratuits.

## Italie
L'Église mormone a reçu le statut de culto ammesso (culte admis) le 12 mai 1993, à la suite de la publication du décret du Président de la République (Decreto del Presidente della Repubblica) du 22 février 1993 signé par le président Oscar Luigi Scalfaro, par laquelle l'autorité morale de l'Église de Jésus-Christ des saints des derniers jours a été reconnue comme une institution religieuse par l'État italien, en vertu de la loi no 1199 de 1929 sur la reconnaissance civile des établissements de culte,.
Le 4 avril 2007 a été rédigé un texte de intesa (accord entre l'État italien et une confession religieuse différente de la religion catholique) qui, pour être appliqué, doit être approuvée par le corps législatif du Parlement Italien. Dans ce texte est indiqué que l'Église ne participera pas à la répartition des quotas des huit pour mille, l'impôt sur le revenu des particuliers  en reconnaissance de son indépendance financière par les dons volontaires de ses fidèles.

### Point de vue des organismes de lutte contre les sectes

#### ARIS
L'ARIS (Associazione per la Ricerca e l'Informazione sulle Sette) considère l'Église de Jésus-Christ des saints des derniers jours comme une secte. Dans un rapport de 1998 présenté à la Commission pour les affaires constitutionnelles du Parlement italien, l'association classe l'Église parmi les sectes restaurationnistes, mentionnant certaines de leurs croyances « singulières » comme un dieu de chair et d'os résidant sur Kolob et leurs recherches généalogiques minutieuses pour le salut des défunts.